# آنا ألفاريز
آنا ألفاريز (بالإسبانية: Ana Álvarez)‏ هي عارضة وممثلة إسبانية، ولدت في 19 نوفمبر 1969 في إسبانيا.

## وصلات خارجية
- آنا ألفاريز على موقع IMDb (الإنجليزية)
- آنا ألفاريز على موقع ألو سيني (الفرنسية)
- آنا ألفاريز على موقع أول موفي (الإنجليزية)
- آنا ألفاريز على موقع قاعدة بيانات الأفلام السويدية (السويدية)
- آنا ألفاريز على موقع قاعدة بيانات الفيلم (الإنجليزية)
- آنا ألفاريز على موقع كينوبويسك (الروسية)